# 희망에 빠진 남자들
《희망에 빠진 남자들》(체코어: Muži v naději)은 2011년작 체코의 섹스 코미디 영화이다. 감독은 이르지 베이델레크이고, 이르지 마하체크, 볼레크 폴리프카, 페트라 흐르제비치코바가 출연했다.
대한민국 영화 《바람 바람 바람》의 원작이다.

## 줄거리
소심하고 내성적인 남자 온드르제이는 아내 알리체와 지루한 결혼 생활을 이어가고 있다. 반면, 옆집에 사는 그의 장인 루돌프는 바람둥이 기질이 있지만 아내 마르타와 35년째 행복한 결혼 생활을 유지하고 있다. 온드르제이의 결혼 생활이 점점 더 권태로워지자, 루돌프는 자신의 방식을 따라 하라며 온드르제이를 부추긴다. 처음에는 거절하던 온드르제이는 루돌프의 새로운 데이트 상대인 샤를로타를 만나면서 생각을 바꾸게 된다. 루돌프의 조언을 받아들여 결혼 생활에 변화를 주려고 시도하면서 벌어지는 이야기이다.

## 출연진
- 이르지 마하체크 - 온드르제이
- 볼레크 폴리프카 - 루돌프
  - 바츨라프 일레크 - 젊은 시절의 루돌프
- 페트라 흐르제비치코바 - 알리체
- 비차 케레케스 - 샤를로타
- 시모나 스타쇼바 - 마르타
  - 베레니카 코호우토바 - 젊은 시절의 마르타
- 루카시 랑그마예르 - 루이
- 히네크 체르마크 - 마사지사
- 필리프 안토니오 - 파블리크
- 미할 노보트니 - 카페 막스의 웨이터
- 이트카 치반차로바 - 관광 가이드
- 엘리슈카 크르젠코바 - 이레나
- 엠마 스메타나 - 바라